# Grafisme
El grafisme és l'expressió de pensament mitjançant símbols materials. El grafisme inicia sobre el 30000 aC, no com una representació de la realitat, sinó com una abstracció que gira al voltant de continguts màgics/religiosos. Aquest grafisme inicial, evolucionarà cap a una forma d'escriptura constituïda per una transposició simbòlica, no copiant la realitat.